# Actos de reparación a la Virgen María

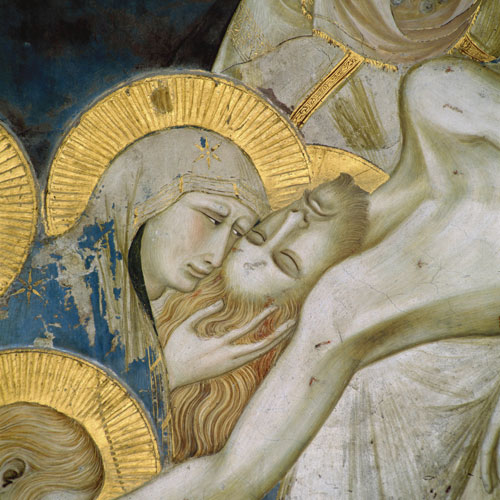
Lamentacion de Cristo-Basílica inferior de Asís

La tradición de la Católica y la Mariología incluyen oraciones y devociones específicas como «actos de reparación» por las injurias y blasfemias percibidas contra María, madre de Jesús, a menudo conocidas como la Bendita Virgen María para los católicos. También existen oraciones similares como Actos de reparación a Jesucristo y Actos de reparación a la Santísima Trinidad.
Algunas de estas oraciones se encuentran en la bibliografía católica, publicada por primera vez en asociación con la Congregación para las Indulgencias católica en 1807.
Además, la Cinco Primeros sábados, también llamada Acto de Reparación al Corazón Inmaculado de la Santísima Virgen María, es una  devoción católica que, según la Hermana Lúcia de Fátima, fue solicitada por la propia Virgen María en una aparición en Pontevedra, España, en diciembre de 1925. Este acto de reparación ha sido aprobado por la Iglesia católica.

## En reparación por las injurias dirigidas a la Virgen María
Palabras de la oración de la Raccolta:

Oh Virgen bendita, Madre de Dios, mira con misericordia desde el Cielo, donde estás entronizada como Reina, sobre mí, miserable pecador, tu indigno siervo.  Aunque conozco muy bien mi propia indignidad, para expiar las ofensas que te hacen las lenguas impías y blasfemas, desde lo más profundo de mi corazón te alabo y ensalzo como la más pura, la más bella, la más santa criatura de todas las obras de Dios.  Bendigo tu santo Nombre, alabo tu excelso privilegio de ser verdaderamente Madre de Dios, siempre Virgen, concebida sin mancha de pecado, Corredentora del género humano.  Bendigo al Padre Eterno que te eligió de manera especial para su hija; bendigo al Verbo Encarnado que tomó en tu seno nuestra naturaleza y así te hizo su Madre; bendigo al Espíritu Santo que te tomó como esposa.  Todo el honor, la alabanza y la acción de gracias a la Trinidad siempre bendita que te predestinó y te amó tanto desde la eternidad que te exaltó por encima de todas las criaturas hasta las alturas más sublimes.  Oh Virgen, santa y misericordiosa, obtén para todos los que te ofenden la gracia del arrepentimiento, y acepta bondadosamente este pobre acto de homenaje de mi parte, tu siervo, obteniendo igualmente para mí de tu divino Hijo el perdón y la remisión de todos mis pecados.  Amén.

## Acto de reparación por las blasfemias contra la santísima Virgen María
Palabras de la oración de Raccolta:

Virgen gloriosa, Madre de Dios y Madre nuestra, vuelve tus ojos compasivos hacia nosotros, miserables pecadores; estamos muy afligidos por los muchos males que nos rodean en esta vida, pero especialmente sentimos que nuestro corazón se rompe dentro de nosotros al oír los espantosos insultos y blasfemias proferidos contra ti, oh Virgen Inmaculada.  ¡Oh, cómo ofenden estos impíos dichos a la infinita Majestad de Dios y a su Hijo unigénito, Jesucristo!  Cómo provocan su indignación y nos hacen temer los terribles efectos de su venganza.  Ojalá el sacrificio de nuestras vidas sirviera para poner fin a tales ultrajes y blasfemias; si así fuera, con qué gusto lo haríamos, pues deseamos, oh Madre santísima, amarte y honrarte con todo nuestro corazón, ya que ésta es la voluntad de Dios.  Y sólo porque te amamos, haremos todo lo que esté a nuestro alcance para que seas honrada y amada por todos los hombres.  Entretanto, acepta tú, Madre misericordiosa, suprema consoladora de los afligidos, este acto de reparación que te ofrecemos por nosotros mismos y por todas nuestras familias, así como por todos los que impíamente te blasfeman, sin saber lo que dicen.  Obtén para ellos de Dios Todopoderoso la gracia de la conversión, y haz así más manifiesta y gloriosa tu bondad, tu poder y tu gran misericordia.  Que se unan a nosotros para proclamarte bendita entre las mujeres, Virgen Inmaculada y compasiva Madre de Dios. 